# Martin Paroubek
Martin Paroubek (17. dubna 1761 Kostelec nad Černými lesy – 31. prosince 1839 Poděbrady) byl poděbradský purkmistr, mecenáš a zakladatel místního chudobince. Ve své době byl největším mecenášem poděbradských chudých.

## Život

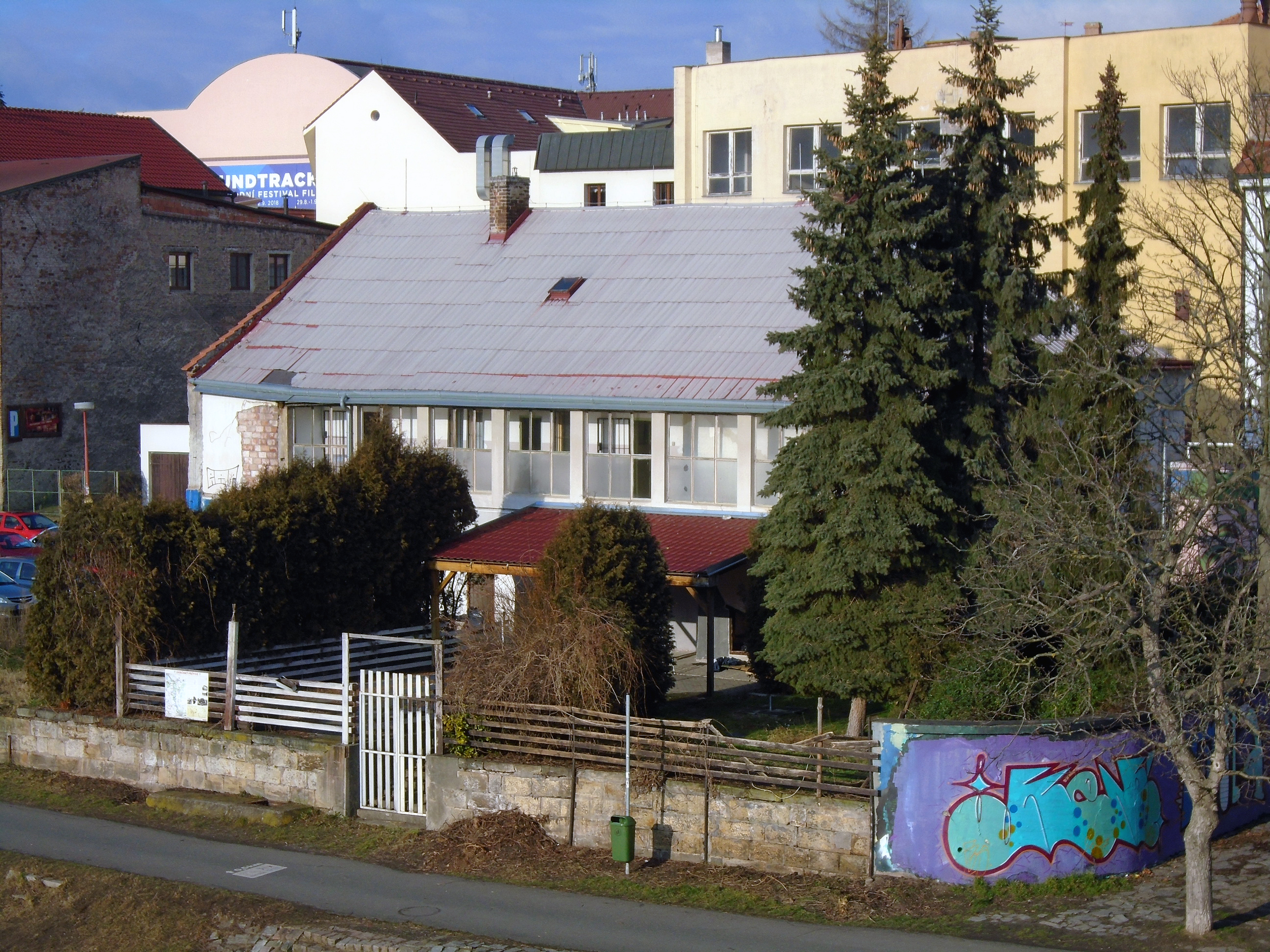
Někdejší Paroubkův chudobinec na snímku z roku 2018

Martin Paroubek se narodil 17. dubna 1761 v Kostelci nad Černými lesy. Byl synem Jana Viléma Paroubka a jeho manželky Veroniky. Jeho otec Jan Vilém Paroubek byl měšťanem a mydlářem v Sadské, který od své první manželky získal věnem dům v Kostelci nad Černými lesy. S druhou manželkou Veronikou měl tři potomky, přičemž nejmladší Martin se v Kostelci narodil až po otcově smrti. Během školních let žil na faře v Líbeznicích u svého strýce pátera Jiřího Paroubka. Později se jej ujal strýc Dominik Jehe z Poděbrad, v jehož koželužně na Nymburském předměstí se vyučil jirchářskému řemeslu a později jirchárnu zdědil. Ve městě se Paroubek usadil a oženil se s měšťanskou dcerou Annou Vodičkovou, od které věnem získal dům čp. 70/III. Manželka Anna zemřela roku 1809 a o tři roky později se Paroubek podruhé oženil s Annou Lavičkovou ze Zbirohu.
Získaný majetek Martin Paroubek náležitě zhodnotil a stal se zámožným měšťanem. Od roku 1806 byl ve vedení města a v letech 1825–1831 byl dokonce purkmistrem. Protože neměl žádné potomky, rozhodl se svůj majetek využít ve prospěch chudých. V roce 1831 prodal svůj dům s jirchárnou a místo něj v dražbě koupil u řeky Labe stojící čp. 12/I, který býval koželužnou Jana Gotlase. Tento dům přeměnil v chudobinec pro 12 osob (šest mužů a šest žen). Ve své závěti přitom Paroubek odkázal velkou část svého majetku (celkem 34 488 zlatých) ve prospěch zřízení nadace provozující chudobinec.
Paroubek zemřel po vleklé nemoci dne 31. prosince 1839. Pohřben byl do empírové rodinné hrobky na starém hřbitově. Zahalená postava na hrobce je připomínkou jeho první manželky Anny, po jejíž smrti hrobku nechal vyrobit. Po zrušení hřbitova byla hrobka přesunuta na nový hřbitov v Kluku.
Paroubkem zřízená nadace v 19. století prosperovala, svůj majetek navýšila na 52 000 zlatých a chudobinec rozšířila o sousední dům čp. 11/I. Nadace fungovala ještě po první světové válce. Po roce 1948 se chudobinec změnil v domov důchodců, později byl v domě sklad nebo bar.

## Připomínky
Na počest Martina Paroubka je pojmenována poděbradská Paroubkova ulice.